# 三堵
三堵，是台灣宜蘭縣冬山鄉的一個傳統地域名稱，位於該鄉東北部。相較於今日行政區，其範圍大致為武淵村東部及東南部。

## 歷史
台灣清治末期，三堵地區為一街庄，稱為「三堵庄」，隸屬於利澤簡堡。該庄輪廓略呈東北－西南狹長形，東北與鐤橄社庄為鄰，東邊北段與五十二甲庄為鄰，東邊中南段及南邊與補城地庄為鄰，西南邊為珍珠里簡庄，西邊為武罕庄，北邊為武淵庄。
1901年（日治明治三十四年）11月，廢縣廳改設二十廳，該庄隸屬於宜蘭廳，編入第十三區。1905年（明治三十八年）7月，第十三區改名「利澤簡區」。1909年（明治四十二年）10月，合併二十廳為十二廳，該庄仍隸屬於宜蘭廳。1920年（大正九年），廢十二廳改設五州二廳，該庄改制為「三堵」大字，隸屬於臺北州羅東郡冬山庄，大字下有「三堵」、「二堵」、「頭堵」小字名。
戰後冬山庄改制為冬山鄉，隸屬於臺北縣，大字改制為村。1950年10月，北、基、宜分治，冬山鄉改隸屬於宜蘭縣。

## 聚落
本地區發展較早的聚落有三堵、頭堵、二堵等，在日治期初期的官方地圖上已有記載。

## 交通
國道5號又稱「北宜高速公路」，是橫跨台灣東西部的高速公路，大致以北北西—南南東走向繞弧形轉縱向1經過三堵地區中部。由該道路向北北西可前往羅東東部、五結、宜蘭、礁溪、頭城西南部、坪林、石碇、南港並止於國道3號南港系統交流道，向南可前往冬山市區東部、蘇澳等地。
鄉道宜25線（富農路二段）是二結至冬山的道路，大致以北偏東—南偏西走向經過本地區西北部近邊界地帶。由該道路向北偏東可前往武淵、月眉東部、打那岸東南部、鐤撖社西部、大埔西部、頂五結東部的五結市區、下五結與下三結交界地帶、頂三結、二結中部偏西南並止於省道台9線路口，向南偏西可前往武罕東南部、珍珠里簡、冬山市區並止於鄉道宜30線路口。